# 1971
Il 1971 (MCMLXXI in numeri romani) è un anno  del XX secolo.

## Eventi
- Il programmatore statunitense Ray Tomlinson inventa l'e-mail.

### Gennaio
- 1º gennaio
  - La pubblicità delle sigarette viene bandita dalle televisioni statunitensi.
  - Entra in vigore il Trattato di Lussemburgo.
  - I Beatles, già in rotta da anni, finiscono in tribunale per discutere la divisione del patrimonio.
- 2 gennaio – Glasgow: Disastro dell'Ibrox. Mentre sta finendo il derby tra Rangers e Celtic e i tifosi di casa stanno iniziando a lasciare gli spalti, per ragioni mai del tutto chiarite si produce una calca nella quale muoiono 66 persone e ne restano ferite oltre 200.
- 8 gennaio – Uruguay: i Tupamaros rapiscono Geoffrey Jackson, ambasciatore britannico. Lo manterranno in cattività fino a settembre.
- 9 gennaio – Uruguay: il presidente Jorge Pacheco chiede i poteri di emergenza a causa dei recenti rapimenti. Gli verranno accordati il giorno successivo.
- 15 gennaio – Egitto: apre ufficialmente la diga di Assuan
- 20 gennaio – nel Regno Unito inizia uno sciopero nel settore delle Poste.
- 25 gennaio – Idi Amin Dada prende il potere in Uganda.
- 31 gennaio – inizia la missione lunare dell’Apollo 14. L’allunaggio avverrà con successo il 5 febbraio e l’equipaggio rientrerà senza particolare difficoltà 4 giorni dopo.

### Febbraio
- 2 febbraio
  - viene firmata la Convenzione di Ramsar
  - Finiscono i moti di Reggio
- 7 febbraio – Svizzera: un Referendum popolare approva la concessione del diritto di voto alle donne.
- 11-12 febbraio: scontri tra combattenti palestinesi e giordani presso Amman.
- 13 febbraio – Guerra del Vietnam: le truppe del Vietnam del sud, appoggiate dall'artiglieria e dagli aerei americani, invadono il Laos.
- 21 febbraio – Vienna, Austria: si tiene la Convenzione sulle sostanze psicotrope.

### Marzo
- 17 marzo – Roma, il ministro degli Interni, dopo le indiscrezioni edite da Paese Sera, rende noto il tentativo di golpe di Junio Valerio Borghese del 7 dicembre 1970; Borghese, colpito da mandato di cattura, scappa in Spagna.
- 26 marzo
  - Durante una rapina all'Istituto Autonomo Case Popolari di Genova Mario Rossi, leader dell'organizzazione armata di estrema sinistra Gruppo XXII Ottobre, uccide il commesso Alessandro Floris.
  - Dacca: dichiarazione di indipendenza del Bangladesh dal Pakistan; scoppia la guerra di liberazione bengalese.
- 29 marzo – Vaticano: il presidente jugoslavo Tito fa visita a Paolo VI. È la prima volta dal 1945 che un capo di Stato di un paese comunista incontra un pontefice.

### Aprile
- 3 aprile – il Principato di Monaco vince l'Eurovision Song Contest, ospitato a Dublino, Irlanda.
- 8 aprile – arresto di Yoro Diakhité, Ministro degli Affari Esteri del Mali e capitano Malik Diallo, accusati di cospirazione. Nel processo che si terrà nel luglio 1972 dalla Corte di sicurezza dello Stato, essi saranno condannati ai lavori forzati nelle miniere di sale di Taoudeni.
- 14 aprile – Cina: poco dopo la conclusione dei mondiali di tennis tavolo disputatisi in Giappone, il Primo Ministro cinese Zhou Enlai riceve gli atleti della nazionale USA nel palazzo del Parlamento. È l'atto iniziale di quella che sarà presto denominata "diplomazia del ping-pong".

### Maggio
- 3 maggio – Erich Honecker è il nuovo Segretario Generale del Partito di Unità Socialista di Germania (DDR).
- 8 maggio
  - Viene lanciata la settima sonda diretta verso Marte, nell'ambito della missione americana Mariner 8, la quale però fallisce proprio alla partenza.
  - Iniziano le trasmissioni regolari di TeleCapodistria, la rete privata che dalla Jugoslavia trasmette in lingua italiana.
- 10 maggio – Johnny Moss vince l'evento principale delle World Series of Poker, riconfermandosi per la seconda volta consecutiva campione del mondo di poker sportivo[1].
- 19 maggio – viene lanciata l'ottava sonda diretta verso Marte, nell'ambito della missione russa Mars 2. La sonda raggiungerà il pianeta il 27 novembre.
- 28 maggio – viene lanciata la nona sonda diretta verso Marte, nell'ambito della missione russa Mars 3. La sonda raggiungerà il pianeta il 3 dicembre.
- 30 maggio – viene lanciata la decima sonda diretta verso Marte, nell'ambito della missione americana Mariner 9. La sonda raggiungerà il pianeta il 13 novembre.

### Giugno
- 10 giugno – Città del Messico: nonostante il divieto di manifestare, il movimento studentesco scende in piazza. Gli Halcones, un gruppo di agenti in borghese, ne uccide a decine; è la strage del giovedì di Corpus Domini.
- 12 giugno – gli Emirati Arabi Uniti aderiscono alla Lega araba.
- 14 giugno – viene aperto il primo Hard Rock Cafe a Londra.
- 21-23 giugno – nel corso del vertice dell'Organizzazione dell'unità africana che riunisce 44 Stati membri, sei Stati (Dahomey, Gabon, Lesotho, Madagascar, Malawi, Mauritius) votano a favore del "dialogo" con il Sudafrica, impegnato nell'iniziativa della Costa d'Avorio.
- 30 giugno
  - L'equipaggio della navicella Sojuz 11 muore a causa di una fuga d'aria causata da una valvola difettosa.
  - Lo Stato dell'Ohio ratifica il 26º emendamento alla Costituzione e abbassa l'età minima per il diritto di voto a 18 anni.

### Luglio
- 3 luglio – Parigi: Jim Morrison viene trovato morto nella vasca da bagno della sua abitazione.
- 4 luglio – Chicago: Michael Hart copia in digitale la Dichiarazione d'Indipendenza degli Stati Uniti. È questa la data di nascita dell'eBook e del Progetto Gutenberg.
- 6 luglio – Malawi: Hastings Banda viene nominato presidente a vita.
- 9 luglio – il Regno Unito accresce le proprie truppe in Irlanda del Nord fino a 11.000.
- 10-11 luglio – Marocco: 1.400 cadetti prendono il palazzo del re per 3 ore uccidendo 28 persone. Il palazzo verrà liberato dalle guardie del re, che uccideranno a loro volta 158 cadetti.
- 11 luglio – Cile: le miniere di rame vengono nazionalizzate.
- 13 luglio
  - Islanda: Ólafur Jóhanesson forma il governo.
  - Le truppe dell'esercito giordano lanciano un'offensiva contro i guerriglieri palestinesi in Giordania.

### Agosto
- 1-2 agosto – New York: al Madison Square Garden si tiene il Concert for Bangladesh. Gli spettacoli sono stati organizzati per aumentare la consapevolezza internazionale e finanziare gli sforzi per i rifugiati dal Pakistan orientale (ora Bangladesh), dopo il genocidio legato alla guerra di liberazione del Bangladesh. Organizzato dall'ex Beatle George Harrison e da Ravi Shankar, partecipano Bob Dylan, Ringo Starr, Billy Preston, Leon Russel, Eric Clapton, Jim Keltner, Klaus Voorman e Badfinger.
- 6 agosto – Eclissi lunare
- 7 agosto – l'Apollo 15 ritorna sulla Terra.
- 9 agosto – l'India firma un trattato di cooperazione e amicizia con l'URSS.
- 12 agosto – tremila persone volano da Belfast e Derry verso l'Irlanda a causa della violenza.
- 14 agosto – truppe britanniche stazionano nei pressi dei confini irlandesi per fermare i trafficanti d'armi.
- 15 agosto
  - Il Presidente statunitense Richard Nixon pone fine alla convertibilità del dollaro statunitense con l'oro cancellando gli effetti degli accordi sanciti a Bretton Woods nel 1944.
  - Il Bahrein conquista l'Indipendenza dal dominio britannico.
  - Il numero delle truppe britanniche ai confini aumenta fino ad arrivare a 12.500.
- 21 agosto – San Francisco: nel cortile del carcere di San Quintino un secondino uccide George Jackson, tra i fondatori delle Black Panthers.
- 21 agosto - Bolivia: con un colpo di Stato il generale Hugo Banzer Suarez destituisce il presidente Juan José Torres.
- 28 agosto – Al largo di Brindisi la nave greca Heleanna, che trasporta da Ancona a Patrasso oltre 1100 passeggeri di diverse nazionalità anziché i 630 consentiti, fa naufragio a causa di un incendio a bordo. Muoiono numerosi passeggeri e ci sono più di 200 feriti.

### Settembre
- 3 settembre – il Qatar, dopo le dominazioni dei persiani, degli ottomani e dei britannici, ottiene l'indipendenza.
- 11 settembre – il Bahrein e il Qatar aderiscono alla Lega araba.
- 13 settembre
  - New York: un blitz della polizia reprime nel sangue la rivolta carceraria di Attica, iniziata il 9 settembre. Il numero delle vittime è di 29 detenuti (di cui molti di colore) e 10 ostaggi.
  - In circostanze mai chiarite, muore il vicepresidente del Partito Comunista Cinese Lin Biao, grande protagonista della rivoluzione culturale. Sarebbe morto in un incidente aereo in Mongolia mentre tentava la fuga in seguito a un fallito complotto, ma la sua fine resta avvolta nel mistero.
- 15 settembre: a Vancouver viene fondata l'ONG ambientalista Greenpeace.
- 25-26 settembre – Ballabio: si svolge la prima edizione del Re Nudo Pop Festival, organizzato dall'omonima rivista.
- 29 settembre – l'Oman aderisce alla Lega araba.

### Ottobre
- 3 ottobre – i Pink Floyd registrano a Pompei Pink Floyd: Live at Pompeii quello che rimane l'unico concerto rock della storia fatto a porte chiuse.
- 11 ottobre – viene pubblicato il brano di John Lennon "Imagine".
- 25 ottobre – la Repubblica Popolare Cinese è ammessa all'ONU, in luogo di Taiwan.

### Novembre
- 3 novembre – viene pubblicato il manuale di UNIX.
- 13 novembre – la sonda americana Mariner 9 raggiunge Marte. Fino al 27 ottobre 1972 invierà alla Terra un totale di 739 foto.
- 14 novembre – Shenuda III di Alessandria si insedia come 117º Papa della Chiesa ortodossa copta e patriarca di Alessandria.
- 15 novembre – Intel realizza Intel 4004, primo microprocessore su singolo chip e primo microprocessore commerciale in assoluto.
- 27 novembre – la sonda russa Mars 2 raggiunge Marte, ma non ottiene alcun dato utile.
- 30 novembre – conquista di Abu Musa e delle Isole Tunb da parte dell'Iran.

### Dicembre
- 3 dicembre
  - La sonda russa Mars 3 raggiunge Marte e invierà alla Terra poche foto.
  - Scoppia la guerra indo-pakistana del 1971.
- 5 dicembre – l'Unione Sovietica firma il 'trattato d'amicizia' con il governo comunista dell'Afghanistan.
- 11 dicembre – Stati Uniti d'America: Viene fondato il Partito Libertariano
- 16 dicembre – Con la resa del generale Nazi alle forze indiane si conclude la guerra indo-pakistana del 1971; il Pakistan si avvia a riconoscere l'indipendenza del Bangladesh.
- 22 dicembre
  - Viene fondata a Parigi Medici senza frontiere.
  - Elezione di Kurt Waldheim, come Segretario generale delle Nazioni Unite: sostituirà il segretario uscente U Thant con l’apertura del nuovo anno.
- 24 dicembre – Italia: Il democristiano Giovanni Leone, viene eletto sesto presidente della Repubblica Italiana al 23º scrutinio, succedendo a Giuseppe Saragat.

## Nati
Ci sono circa 4 210 voci su persone nate nel 1971; vedi la pagina Nati nel 1971 per un elenco descrittivo o la categoria Nati nel 1971 per un indice alfabetico.

## Morti
Ci sono circa 1 150 voci su persone morte nel 1971; vedi la pagina Morti nel 1971 per un elenco descrittivo o la categoria Morti nel 1971 per un indice alfabetico.

## Calendario
| Calendario 1971 | Calendario 1971 | Calendario 1971 | Calendario 1971 | Calendario 1971 | Calendario 1971 | Calendario 1971 | Calendario 1971 | Calendario 1971 | Calendario 1971 | Calendario 1971 | Calendario 1971 | Calendario 1971 | Calendario 1971 | Calendario 1971 | Calendario 1971 | Calendario 1971 | Calendario 1971 | Calendario 1971 | Calendario 1971 | Calendario 1971 | Calendario 1971 | Calendario 1971 | Calendario 1971 | Calendario 1971 | Calendario 1971 | Calendario 1971 | Calendario 1971 | Calendario 1971 | Calendario 1971 | Calendario 1971 | Calendario 1971 | Calendario 1971 |
| --------------- | --------------- | --------------- | --------------- | --------------- | --------------- | --------------- | --------------- | --------------- | --------------- | --------------- | --------------- | --------------- | --------------- | --------------- | --------------- | --------------- | --------------- | --------------- | --------------- | --------------- | --------------- | --------------- | --------------- | --------------- | --------------- | --------------- | --------------- | --------------- | --------------- | --------------- | --------------- | --------------- |
|                 | 1               | 2               | 3               | 4               | 5               | 6               | 7               | 8               | 9               | 10              | 11              | 12              | 13              | 14              | 15              | 16              | 17              | 18              | 19              | 20              | 21              | 22              | 23              | 24              | 25              | 26              | 27              | 28              | 29              | 30              | 31              |                 |
| Gennaio         | Ve              | Sa              | Do              | Lu              | Ma              | Me              | Gi              | Ve              | Sa              | Do              | Lu              | Ma              | Me              | Gi              | Ve              | Sa              | Do              | Lu              | Ma              | Me              | Gi              | Ve              | Sa              | Do              | Lu              | Ma              | Me              | Gi              | Ve              | Sa              | Do              |                 |
| Febbraio        | Lu              | Ma              | Me              | Gi              | Ve              | Sa              | Do              | Lu              | Ma              | Me              | Gi              | Ve              | Sa              | Do              | Lu              | Ma              | Me              | Gi              | Ve              | Sa              | Do              | Lu              | Ma              | Me              | Gi              | Ve              | Sa              | Do              |                 |                 |                 |                 |
| Marzo           | Lu              | Ma              | Me              | Gi              | Ve              | Sa              | Do              | Lu              | Ma              | Me              | Gi              | Ve              | Sa              | Do              | Lu              | Ma              | Me              | Gi              | Ve              | Sa              | Do              | Lu              | Ma              | Me              | Gi              | Ve              | Sa              | Do              | Lu              | Ma              | Me              |                 |
| Aprile          | Gi              | Ve              | Sa              | Do              | Lu              | Ma              | Me              | Gi              | Ve              | Sa              | Do              | Lu              | Ma              | Me              | Gi              | Ve              | Sa              | Do              | Lu              | Ma              | Me              | Gi              | Ve              | Sa              | Do              | Lu              | Ma              | Me              | Gi              | Ve              |                 |                 |
| Maggio          | Sa              | Do              | Lu              | Ma              | Me              | Gi              | Ve              | Sa              | Do              | Lu              | Ma              | Me              | Gi              | Ve              | Sa              | Do              | Lu              | Ma              | Me              | Gi              | Ve              | Sa              | Do              | Lu              | Ma              | Me              | Gi              | Ve              | Sa              | Do              | Lu              |                 |
| Giugno          | Ma              | Me              | Gi              | Ve              | Sa              | Do              | Lu              | Ma              | Me              | Gi              | Ve              | Sa              | Do              | Lu              | Ma              | Me              | Gi              | Ve              | Sa              | Do              | Lu              | Ma              | Me              | Gi              | Ve              | Sa              | Do              | Lu              | Ma              | Me              |                 |                 |
| Luglio          | Gi              | Ve              | Sa              | Do              | Lu              | Ma              | Me              | Gi              | Ve              | Sa              | Do              | Lu              | Ma              | Me              | Gi              | Ve              | Sa              | Do              | Lu              | Ma              | Me              | Gi              | Ve              | Sa              | Do              | Lu              | Ma              | Me              | Gi              | Ve              | Sa              |                 |
| Agosto          | Do              | Lu              | Ma              | Me              | Gi              | Ve              | Sa              | Do              | Lu              | Ma              | Me              | Gi              | Ve              | Sa              | Do              | Lu              | Ma              | Me              | Gi              | Ve              | Sa              | Do              | Lu              | Ma              | Me              | Gi              | Ve              | Sa              | Do              | Lu              | Ma              |                 |
| Settembre       | Me              | Gi              | Ve              | Sa              | Do              | Lu              | Ma              | Me              | Gi              | Ve              | Sa              | Do              | Lu              | Ma              | Me              | Gi              | Ve              | Sa              | Do              | Lu              | Ma              | Me              | Gi              | Ve              | Sa              | Do              | Lu              | Ma              | Me              | Gi              |                 |                 |
| Ottobre         | Ve              | Sa              | Do              | Lu              | Ma              | Me              | Gi              | Ve              | Sa              | Do              | Lu              | Ma              | Me              | Gi              | Ve              | Sa              | Do              | Lu              | Ma              | Me              | Gi              | Ve              | Sa              | Do              | Lu              | Ma              | Me              | Gi              | Ve              | Sa              | Do              |                 |
| Novembre        | Lu              | Ma              | Me              | Gi              | Ve              | Sa              | Do              | Lu              | Ma              | Me              | Gi              | Ve              | Sa              | Do              | Lu              | Ma              | Me              | Gi              | Ve              | Sa              | Do              | Lu              | Ma              | Me              | Gi              | Ve              | Sa              | Do              | Lu              | Ma              |                 |                 |
| Dicembre        | Me              | Gi              | Ve              | Sa              | Do              | Lu              | Ma              | Me              | Gi              | Ve              | Sa              | Do              | Lu              | Ma              | Me              | Gi              | Ve              | Sa              | Do              | Lu              | Ma              | Me              | Gi              | Ve              | Sa              | Do              | Lu              | Ma              | Me              | Gi              | Ve              |                 |

## Premi Nobel
- per la Pace: Willy Brandt
- per la Letteratura: Pablo Neruda
- per la Medicina: Earl W. Jr. Sutherland
- per la Fisica: Dennis Gabor
- per la Chimica: Gerhard Herzberg
- per l'Economia: Simon Kuznets